# Difenamide
Difenamide is een toxische organische verbinding met als brutoformule C16H17NO. De stof komt voor als een witte vaste stof, die slecht oplosbaar is in water.

## Toepassingen
Difenamide wordt gebruikt als algemeen pesticide. Handelsnamen van het product zijn L 34314, Dymid, Fenam, Enide, Rideon en Trefmid.

## Toxicologie en veiligheid
De stof ontleedt boven 210°C en bij verbranding, met vorming van giftige en corrosieve gassen, onder andere stikstofoxiden. Difenamide reageert met sterk oxiderende stoffen, sterke zuren en basen.